# Johann Hildebrand
Johann Hildebrand (Hildebrandt), född juni 1614 i Pretzsch, Sachsen-Anhalt, död 5 juli 1684 i Eilenburg, Sachsen, var en svensk organist och kompositör under 1600-talet.

## Biografi
Johann Hildebrand föddes juni 1614 i Pretzsch. Han arbeta från 1637 som organist vid St. Nikolaikirche i Eilenburg. Hildebrand avled 5 juli 1684 i Eilenburg.

## Musikverk
- Krieges-Angst-Seufftzer, motett skriven 1645.[3]